# Заозерье (Володарское сельское поселение)
Заозерье — деревня в Володарском сельском поселении Лужского района Ленинградской области.

## История
Деревня Заозерье упоминается на карте Санкт-Петербургской губернии Ф. Ф. Шуберта 1834 года.

ЗАОЗЕРЬЕ — деревня принадлежит генерал-майору Михайле Сакеру, число жителей по ревизии: 61 м. п., 64 ж. п. (1838 год)

Деревня Заозерье отмечена на карте профессора С. С. Куторги 1852 года.

ЗАОЗЕРЬЕ — деревня господина Сакера, по просёлочной дороге, число дворов — 19, число душ — 73 м. п. (1856 год)

ЗАОЗЕРЬЕ — деревня, число жителей по X-ой ревизии 1857 года: 72 м. п., 79 ж. п. (из них дворовых людей — 5 м. п., 3 ж. п.)

ЗАОЗЕРЬЕ — деревня владельческая при озере Городецком, число дворов — 22, число жителей: 64 м. п., 64 ж. п. (1862 год)

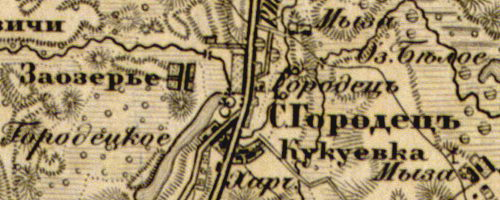
Деревня Заозерье на карте 1863 года

В 1870 году временнообязанные крестьяне деревни выкупили свои земельные наделы у Е. В. Полисовой и стали собственниками земли.
Согласно подворной описи 1882 года:

ЗАОЗЕРЬЕ — деревня Ретюньского общества Городецкой волости
  
домов — 32, душевых наделов — 61, семей — 30, число жителей — 73 м. п., 70 ж. п.; разряд крестьян — собственники

В XIX веке деревня административно относились к Городецкой волости 5-го земского участка 2-го стана Лужского уезда Санкт-Петербургской губернии, в начале XX века — 4-го стана.
По данным «Памятной книжки Санкт-Петербургской губернии» за 1905 год деревня Заозерье входила в Ретюнское сельское общество.

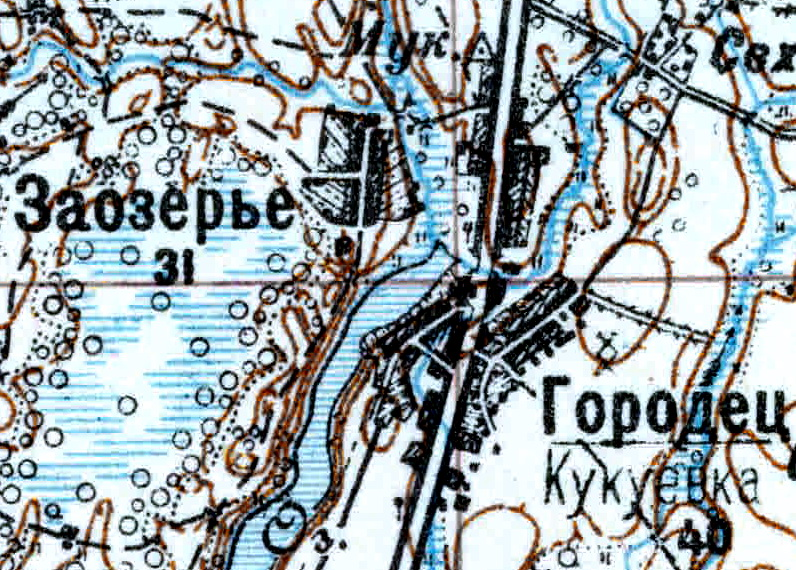
План деревни Городец. 1926 год

Согласно топографической карте 1926 года деревня насчитывала 21 двор.
По данным 1933 года деревня Заозерье входила в состав Городецкого сельсовета Лужского района.
По данным 1966 года деревня Заозерье также входила в состав Городецкого сельсовета.
По данным 1973 и 1990 годов деревня Заозерье входила в состав Володарского сельсовета.
В 1997 году в деревне Заозерье Володарской волости проживали 26 человек, в 2002 году — также 26 человек (русские — 96 %).
В 2007 году в деревне Заозерье Володарского СП проживали 22 человека.

## География
Деревня расположена в южной части района близ автодороги Р23 «Псков» (E 95, Санкт-Петербург — граница с Белоруссией).
Расстояние до административного центра поселения — 8 км.
Расстояние до ближайшей железнодорожной станции Луга — 15 км.
Деревня находится на левом берегу реки Рыбинка, близ северного берега Городецкого озера.

## Демография
| 1838 | 1862 | 1997 | 2007 | 2010 | 2017 |
| ---- | ---- | ---- | ---- | ---- | ---- |
| 125  | ↗128 | ↘26  | ↘22  | ↗30  | ↘17  |

## Садоводства
Юг.